# میدلند (واشینگتن)
میدلند (به انگلیسی: Midland) یک منطقهٔ مسکونی در ایالات متحده آمریکا است که در شهرستان پیرس، واشینگتن واقع شده‌است. میدلند ۷٫۹ کیلومتر مربع مساحت و ۷٬۴۱۴ نفر جمعیت دارد و ۱۳۲ متر بالاتر از سطح دریا واقع شده‌است.